# Jean-Jacques Flatters
Pour les articles homonymes, voir Flatters.

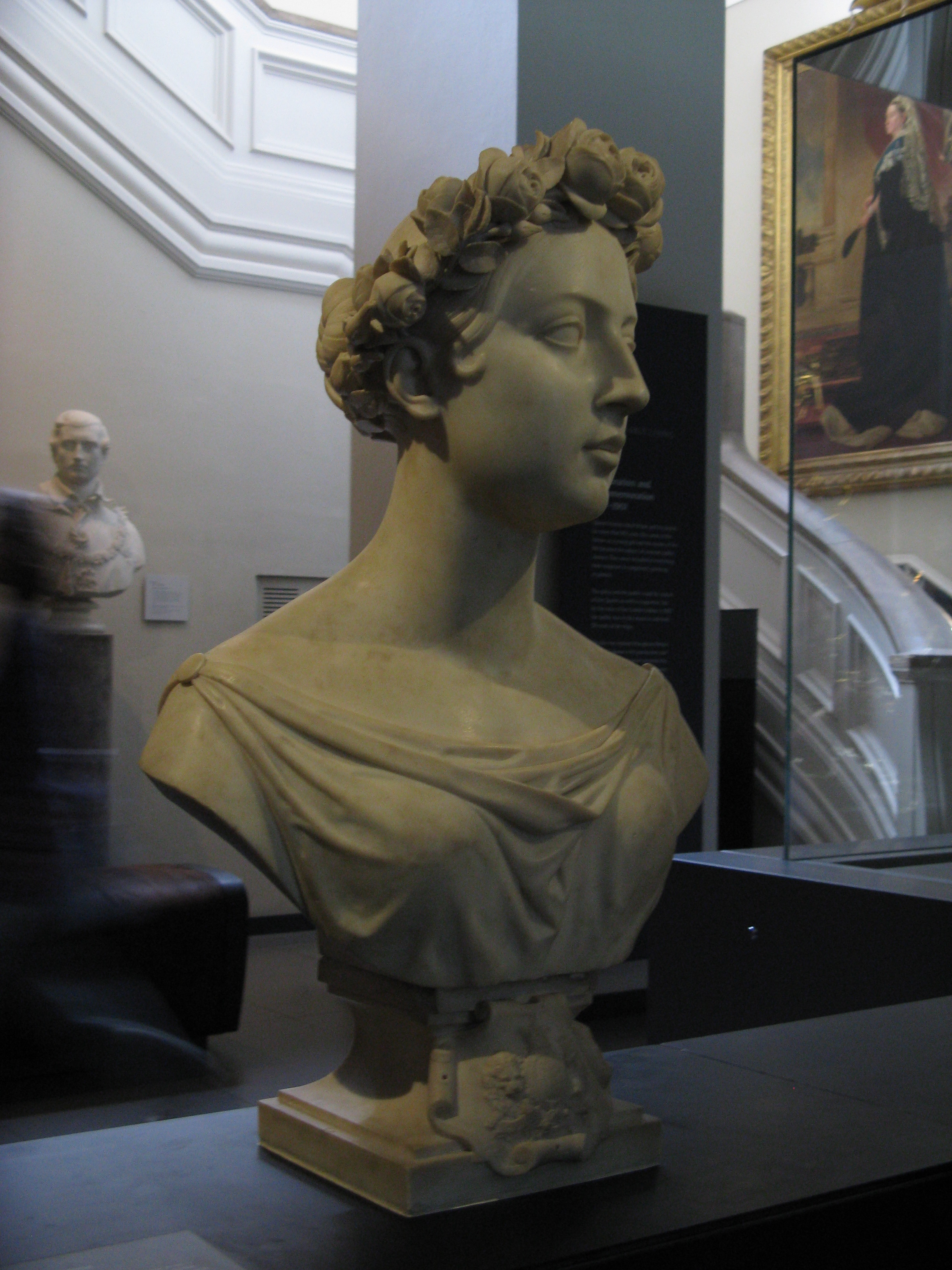
Buste de la reine Victoria (1843), Londres, Victoria and Albert Museum.

Jean-Jacques Flatters né le 6 novembre 1786 à Crefeld et mort le 11 août 1845 à Paris, est un sculpteur néo-classique français.
Il est le père du lieutenant-colonel Paul Flatters, qui laissa son nom à une tragique mission au Sahara en 1881.

## Biographie
Jean-Jacques Flatters est l’élève du sculpteur Jean-Antoine Houdon et du peintre Jacques-Louis David. En 1813, il remporte le second grand prix de Rome en sculpture pour son bas-relief Ulysse et Néoptolème enlèvent à Philoclète les armes d'Hercule.
Engagé dans l’armée impériale, il fait la campagne de France comme sous-lieutenant au 2e régiment d'infanterie légère. Mis en demi-solde en 1816, il poursuit sa carrière artistique.
Il meurt à l’hôpital Beaujon à Paris, le 11 août 1845.

## Œuvres dans les collections publiques
France
- Châlons-en-Champagne, musée Garinet :
  - Buste de Henry IV ;
  - Buste de Marie de Médicis.
- Clermont-Ferrand, musée d'Art Roger-Quilliot : Buste de Jacques Delille, buste en Hermès en marbre[2].
- Paris :
  - bibliothèque de l’Arsenal : Henri IV de France, 1830, buste en marbre.
  - cimetière du Père-Lachaise :
    - Mademoiselle Raucourt, buste en marbre ornant le monument funéraire de l’actrice. Cette sculpture a disparu dans les années 2000[3].
    - Monument funéraire du général Louis Henri Loison, qui s'illustra pendant la Révolution française et le Premier Empire. Il avait acquis, en 1815, le château de Chokier où il est mort en 1816[4].
    - André Grétry, compositeur, buste en bronze ornant sa tombe (11e division).
- Versailles, château de Versailles, galerie des Batailles :
  - Buste de Robert d'Artois, fils d'Othon IV comte de Bourgogne et de Mahaut d'Artois ;
  - Buste d'Henri de La Tour d'Auvergne, vicomte de Turenne, maréchal de France ;
  - Buste de François Paul de Brueys d'Aigalliers, vice-amiral.

Royaume-Uni
- Londres, Victoria and Albert Museum : Buste de la reine Victoria, 1843, marbre.